# Hiraea putumayensis
Hiraea putumayensis là một loài thực vật có hoa trong họ Malpighiaceae. Loài này được C.V. Morton & Cuatrec. mô tả khoa học đầu tiên năm 1985.